# Новая Пятина
Новая Пятина — село Нижнеломовского района Пензенской области. Административный центр Новопятинского сельсовета.

## География
Находится в северо-западной части Пензенской области на расстоянии приблизительно 13 км на восток-северо-восток от районного центра города Нижний Ломов на левом берегу Атмиса.

## История
Упоминается с 1670 года как селение 47 саранских солдат, служивших на ломовской оборонительной линии. Названо как новое поселение солдат, вышедших из сел Старая Пятина и Усть-Атмис. В 1755 году построена деревянная Рождественская церковь, в 1869 году перестроена. В 1785 году показан помещик Иван Иванович Мыльников (7 ревизских душ). Перед отменой крепостного права в селе Усть-Атмис, Новая Пятина тож, за Ксенофонтом Ксенофонтьевичем Селунским показано 80 ревизских душ крестьян, 12 ревизских душ дворовых, 18 дворов. В 1877 году 147 дворов. В 1911 году — село Новая Пятина, Чёрная Пятина тож, Новопятинской волости, 219 дворов, церковь, земская школа, народная библиотека, 2 кузницы, кирпичный сарай, 4 лавки. В 1955 году колхоз имени Буденного. В 2004 году — 148 хозяйств.

## Население
Численность населения: 852 человека (1864 год), 920 (1877), 1245 (1897), 1471 (1911), 1419 (1926), 618 (1959), 349 (1979), 339 (1989), 354 (1996). Население составляло 338 человека (русские 99 %) в 2002 году, 271 — в 2010.